# McDonnell Douglas NOTAR

Prinzipskizze

NOTAR (No Tail Rotor; deutsch kein Heckrotor) ist ein System der Firma McDonnell Douglas für den Drehmomentausgleich bei Hubschraubern ohne die typische Heckrotor-Konfiguration. Das Patent befindet sich im Eigentum von Boeing.

## Entwicklung

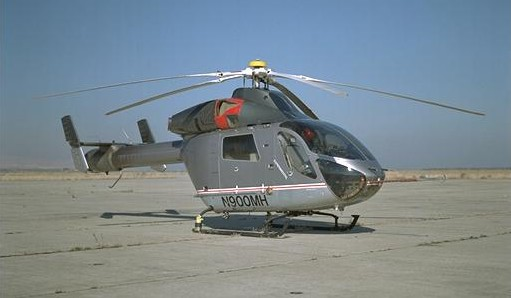
MD 900 NOTAR

Erprobungsträger war ein Hughes OH-6, bei dem der Heckausleger verstärkt worden war und ein Mantelpropeller Luft in den Ausleger blies. Diese strömte durch einen Längsschlitz an der rechten Unterseite des Auslegers wieder hinaus. Am Heck war eine verstellbare Düse angebracht, um den Schub zu steuern. Der Erstflug dieses Systems fand am 17. Dezember 1981 statt.
Ähnliche Systeme, bei denen meist der Abgasstrom des Triebwerks genutzt wurde, wurden bereits in den 1940er Jahren bei der Cierva W.9, der Hiller J-5 oder in den 1950er Jahren bei der Aerotecnica AC-12 Norelle erprobt.

## Funktionsprinzip

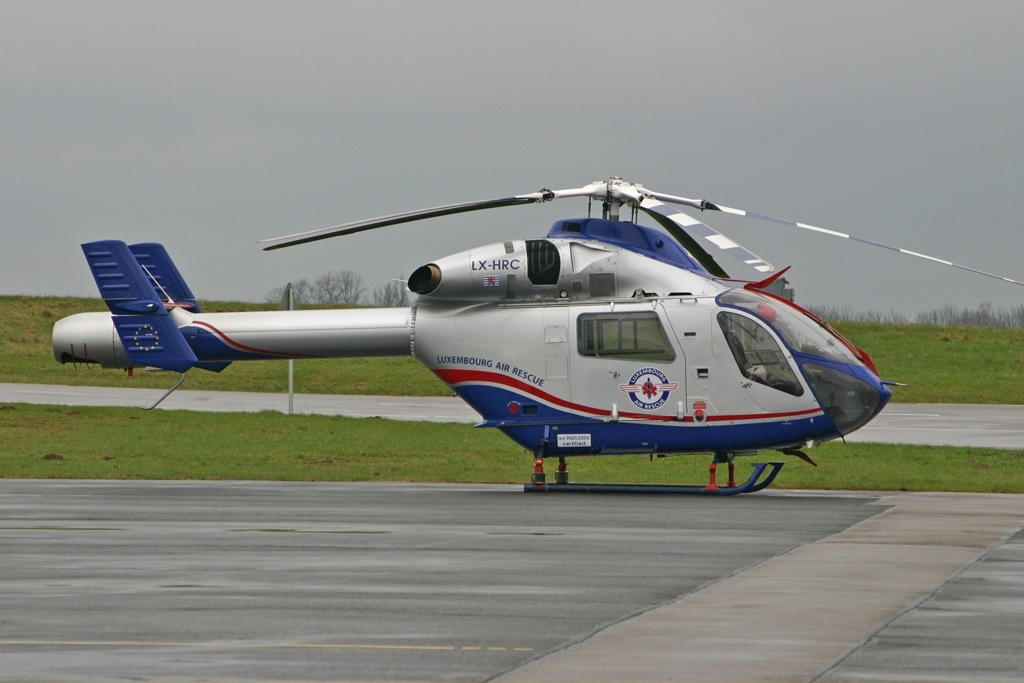
MD 902 der Luxembourg Air Rescue – gut erkennbar ist eine der beiden schlitzförmigen Auslassdüsen entlang des Heckauslegers und die Steuerdüse an dessen Ende

Prinzipiell muss bei einem Hubschrauber mit nur einem Hauptrotor das von diesem erzeugte Drehmoment ausgeglichen werden, um einer Drehung des Rumpfes entgegenzuwirken und den Hubschrauber um die Hochachse (Gierachse) steuern zu können, was üblicherweise durch den horizontal wirkenden Heckrotor erreicht wird.
Das NOTAR-System erzeugt die Gegenkraft jedoch zum einen mit entlang des Heckauslegers platzierten Auslassdüsen und zusätzlich mit einem gerichteten Luftstrahl, der durch eine variable Steuerdüse am Ende des Auslegers austritt. Entlang der gesamten Länge des Heckauslegers tritt die Luft durch zwei auf der rechten Seite angebrachte 0,85 cm breite Schlitze mit einem Überdruck von 0,034 bar aus. Am äußersten Ende des Auslegers befinden sich eine Vielzahl von Auslassschlitzen, deren Luftstrom durch die drehbare Abdeckung gesteuert werden kann. Der Lufteinlass (1) befindet sich hinter dem Hauptrotor, wonach ein Gebläse (2) die Luft in den Heckausleger drückt.
Die an den Auslassdüsen (3) ausströmende Luft führt den vom Hauptrotor nach unten strömenden Abwind (6) um die Rundung des Auslegers. Dabei wird der Coandă-Effekt ausgenutzt, die Umströmung eines zylindrischen Rohres mit einer einseitigen schlitzförmigen Ausblasung tangential zur Rohroberfläche. Diese erzeugt in Überlagerung mit der Umströmung eine Zirkulation mit Druck- und Saugseite. Dadurch entsteht eine dem Hauptrotor-Drehmoment entgegengerichtete Kraft (8), die den Rumpf in Längsrichtung stabilisiert. Da der Propeller am Anfang des Heckauslegers mittels der Pedalen im Cockpit verstellbar ist, kann die Menge der in den Heckausleger geblasenen Luft angepasst, und somit die Stärke des Coandă-Effekts (und damit die Drehung um die eigene Achse) beeinflusst werden. Dadurch werden ungefähr 2/3 des gewünschten Drehmomentausgleichs erreicht.
Verstärkt wird dieser Effekt durch die restliche, nicht durch die Auslegerschlitze bereits „verbrauchte“ Luft, die am Ende des Heckauslegers austritt (5) und durch die Auslasssteuerung das restliche Drittel des Drehmomentausgleichs gewährleistet. Da auch die Drehung dieser Düse mit den Pedalen im Cockpit gekoppelt ist, kann damit der Kurs bzw. die Drehung um die eigene Achse genauestens kontrolliert werden.
Die Vorzüge des NOTAR-Systems bestehen in dem geringeren Gefährdungspotenzial für Personen in der Start- und Landezone sowie in geringerer Lärmentwicklung, da der Propeller innen liegt und es keine geräuschintensive Wechselwirkung zwischen Haupt- und Heckrotor gibt.

## Modelle mit NOTAR-Technik
- MD 520N
- MD 600N
- MD Explorer (MD 900)